# Moose Factory

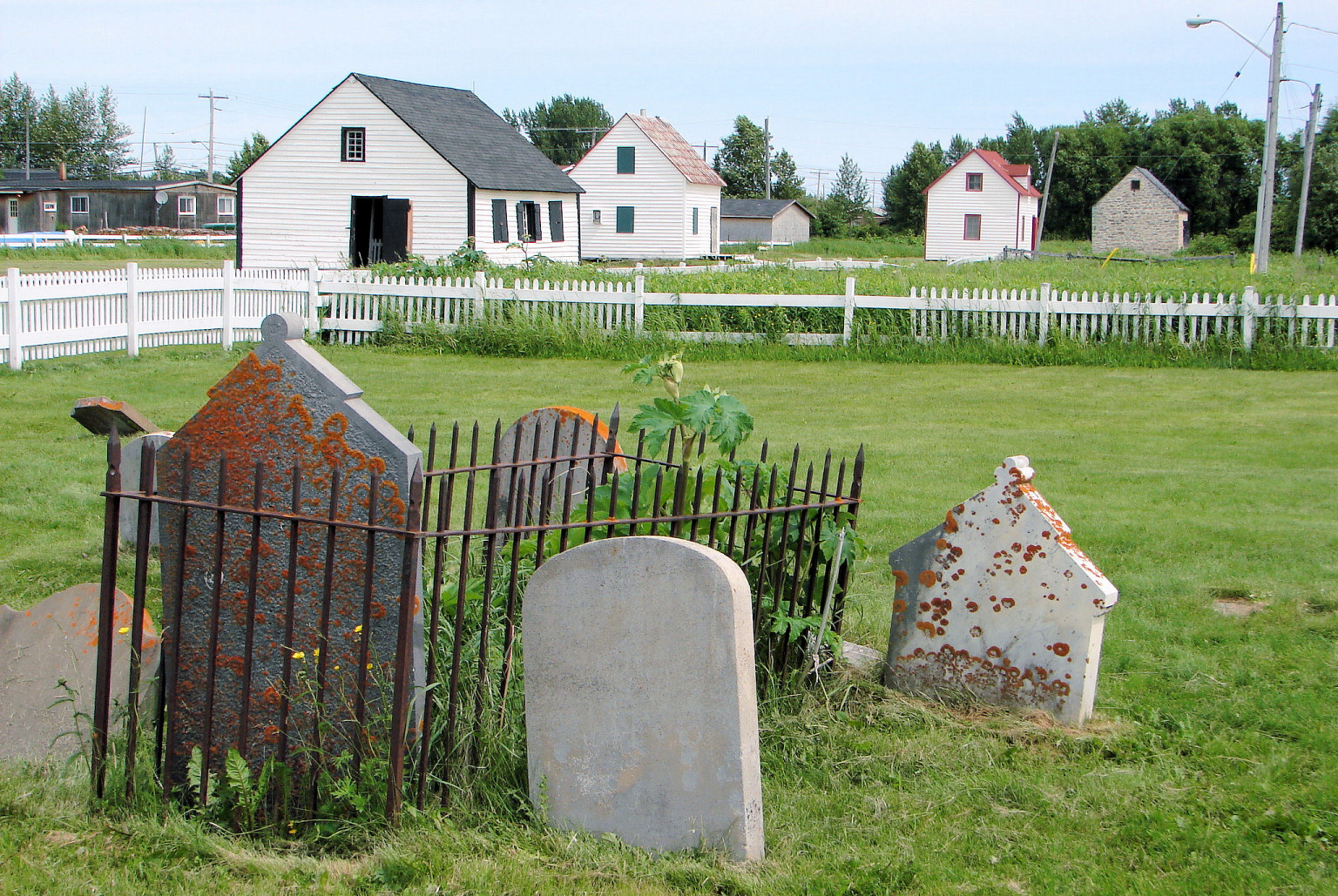
Centennial Park, locatie van de originele handelspost

Moose Factory is een dorp (community) in de Canadese provincie Ontario, met circa 2.700 inwoners (2008).
Het dorp ligt op het Moose Factory-eiland nabij de monding van de Moose aan de zuidkant van de Jamesbaai. Tegenover Moose Factory, aan de overzijde van de rivier, ligt Moosonee. Moose Factory was de eerste Engelssprekende nederzetting in Ontario.
Oorspronkelijk was Moose Factory een handelspost voor de bonthandel die daar door Charles Bayly van de Hudson's Bay Company was opgezet. Vroeg in de jaren zeventig van de 17e eeuw werd daartoe een fort gebouwd op de plek waar nu Moose Factory is. De naam Factory duidt niet op de aanwezigheid van een fabriek, maar op de bestuursvorm die de nederzetting had. De persoon die door de Hudson's Bay Company was aangesteld om de handel in Moose Factory te bestieren was een factor (ofwel een vertegenwoordiger of zaakgelastigde). Een factory was dus een factorij. De meeste arbeiders die naar Moose Factory kwamen waren afkomstig van de Orkney-eilanden. Moose Factory was de tweede bonthandelspost in Noord-Amerika, na Fort Rupert (het huidige Waskaganish) in Quebec.
In 1686 werd het fort ingenomen door de Fransen en kreeg het de naam Fort St. Louis. De Fransen verlieten het fort echter na een aantal jaren, en het raakte vanaf 1696 in verval. In 1730 vestigde de Hudson's Bay Company zich er opnieuw. Deze maatschappij bleef tot 1987 handel drijven vanuit Moose Factory, waarna de maatschappij werd verkocht aan de North West Company. Op de North West Company drijft een groot deel van de economie van Moose Factory. De maatschappij bezit het grootste deel van de detailhandel en van de toeristische industrie.
Moose Factory wordt hoofdzakelijk door Cree-indianen bewoond. Een deel van het eiland waar het dorp op ligt is een reservaat waarin de Moose Cree First Nation is gevestigd. De Cree hebben daar hun eigen regering met een democratisch gekozen cief en raadsleden. In 2005 werd Patricia Faries-Akiwenzie, een advocate uit Moose Factory, de eerste vrouwelijke chief.